# Систер Беј (Висконсин)
Систер Беј (енгл. Sister Bay) град је у америчкој савезној држави Висконсин.

## Демографија
По попису из 2010. године број становника је 876, што је 10 (-1,1%) становника мање него 2000. године.
| Група             | 2000.       | 2010.       |
| Белци             | 870 (98,2%) | 836 (95,4%) |
| Афроамериканци    | 1 (0,1%)    | 6 (0,7%)    |
| Азијати           | 2 (0,2%)    | 2 (0,2%)    |
| Хиспаноамериканци | 6 (0,7%)    | 27 (3,1%)   |
| Укупно            | 886         | 876         |